# Heinz Lindemann (Mediziner)
Heinz Lindemann (geboren am 19. Juni 1917; gestorben am 28. Dezember 1986) war ein deutscher Arzt und Verbandsfunktionär.

## Leben

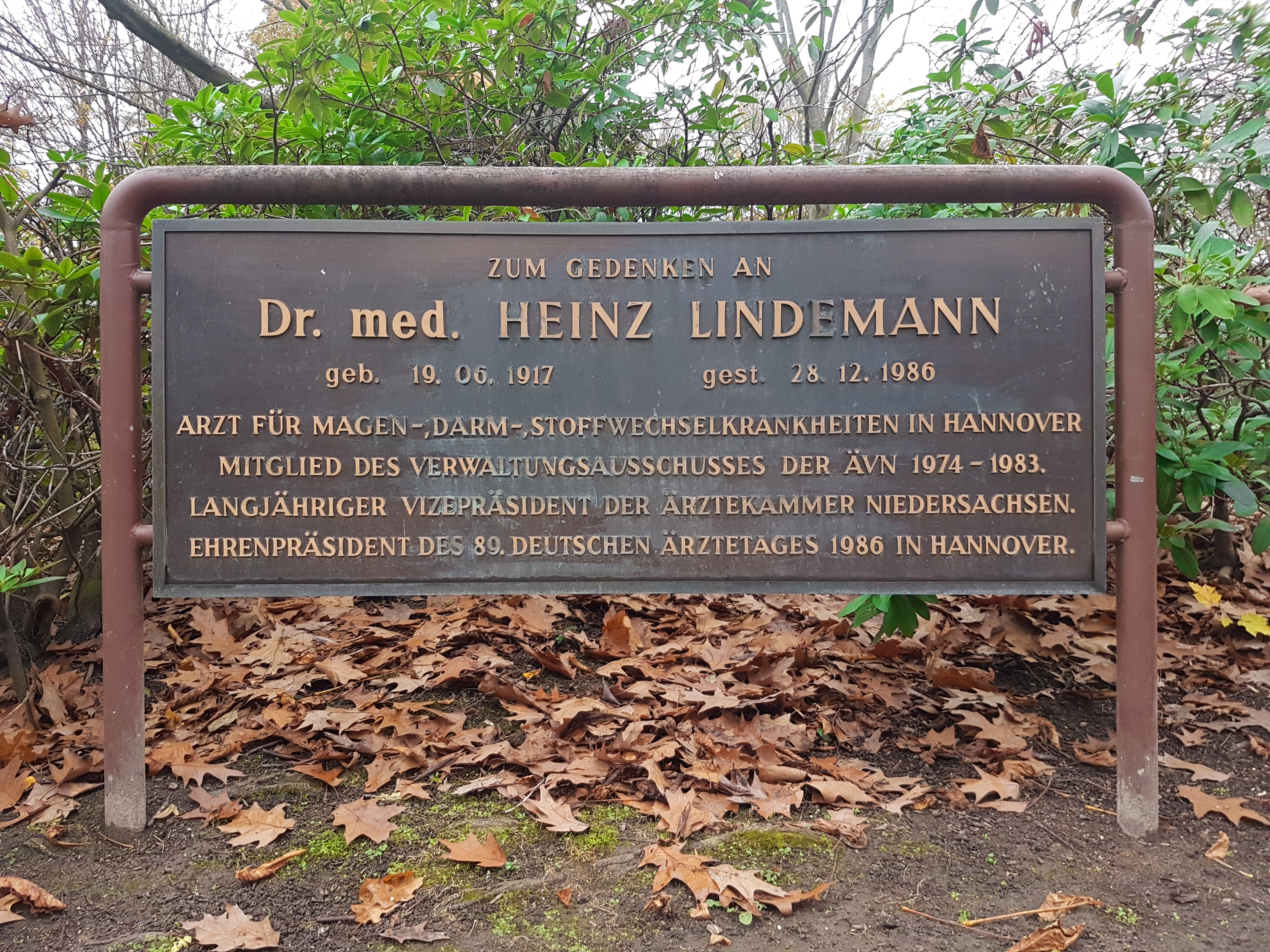
Gedenktafel für Heinz Lindemann am Ufer der Egestorff'schen Tongrube in Empelde

Heinz Lindemann studierte Medizin und wurde 1943 an der Universität Marburg zum Dr. med. promoviert. Er arbeitete als Arzt für Magen-, Darm- und Stoffwechselkrankheiten in Hannover. Von 1974 bis 1983 war er Mitglied des Verwaltungsausschusses der Ärzteversorgung Niedersachsen und wirkte langjährig als Vizepräsident der Ärztekammer Niedersachsen.
Anlässlich des 1986 in Hannover veranstalteten 89. Deutschen Ärztetages wurde Lindemann zu dessen Ehrenpräsident ernannt.
Heinz Lindemann starb 1986 im Alter von 69 Jahren. Posthum wurde am Ufer der Egestorff'schen Tongrube in Empelde eine Gedenktafel für ihn aufgestellt.